# Gäratjärnarna
Gäratjärnarna är en sjö i Bodens kommun i Norrbotten och ingår i Piteälvens huvudavrinningsområde. Gäratjärnarna ligger i Piteälven Natura 2000-område.